# Blok 33
Le Blok 33 (en serbe cyrillique : Блок 33) est un quartier de Belgrade, la capitale de la Serbie. Il est situé dans la municipalité de Novi Beograd.
Le Blok 33 fait partie de la communauté locale de Fontana.
La tour Genex, officiellement nommée « la Porte occidentale de Belgrade » (Zapadna kapija Beograda), est l'un des édifices les plus célèbres de la capitale serbe ; elle est située au n° 53 de la rue Narodnih heroja, dans le Blok 33.

## Localisation
Le Blok 33 est situé sur la rive gauche de la Save. Il est entouré par les Bloks 1 (Fontana), 3, 31, 32, 34, 37, 38 et 39. De forme carrée, il est bordé la rue Narodnih heroja à l'ouest, le Bulevar Zorana Đinđića au nord, la rue la rue Omladinskih brigada à l'est et le Bulevar Arsenija Čarnojevića au sud.

## Éducation
L'école maternelle Proletarac se situe au n° 19a rue Narodnih heroja.

## Transports
Le Blok est desservi par de nombreuses lignes de bus de la société GSP Beograd, soit les lignes : 18 (Medaković III - Zemun Bačka), 65 (Zvezdara II – Novo Bežanijsko groblje), 68 (Zeleni venac – Novi Beograd Blok 70), 69 (Dépôt Sava – GO Novi Beograd), 73 (Novi Beograd Blok 45 – Batajnica), 74 (Omladinski stadion – Bežanijska kosa), 76 (Novi Beograd Blok 70a – Hôpital de Bežanijska kosa), 88 (Zemun Kej oslobođenja – Novi Železnik), 610 (Zemun Kej oslobođenja – Jakovo), 611 (Zemun Kej oslobođenja – Dobanovci), 612 (Novi Beograd Pohorska – Kvantaška pijaca – Nova Galenika) et 708 (Blok 70a - Plavi Horizonti - Zemun polje).